# اکتیوب
اکتیوب (به لاتین: Aktyube) یک منطقهٔ مسکونی در قزاقستان است که در استان الماتی واقع شده‌است.

## خصوصیات
اکتیوب ۱۲۵ نفر جمعیت دارد.